# Baicangling (métro de Nanning)
Baicangling (chinois : 白苍岭站 / pinyin : Báicānglǐng zhàn / zhuang : Camh Bwzcanghlingj) est une station de métro de la ligne 1 du métro de Nanning. Ouverte le 28 décembre 2016, la station comprend trois entrées et une seule plateforme.

## Situation sur le réseau
La station est située dans le district de Xixiangtang de la ville de Nanning et est la dixième station à partir de Shibu (seizième à partir de la gare de Nanning est). Elle est située de part et d'autre de la rue Hengyangxi Lu.

## Histoire
La station est ouverte le 28 décembre 2016.

## Services aux voyageurs

### Accès et accueil
Accessible les sept jours de la semaine, la station est ouverte de 6h00 à 23h00. Elle dispose de trois accès : le A, à Hengyangxi Lu (rue de Hengyang ouest), est proche de : Nantie Yijie (1ère rue Nantie), Nantie Erjie (2e rue Nantie), École intermédiaire No. 36, École expérimentale bilingue de Yucai, Hôpital populaire No. 8 de Nanning, Tribunal ferroviaire de Nanning, Marché de Baicangling, Quartier de Baicangling ; le C, à Hengyangxi Lu (rue de Hengyang ouest), est proche de : Didongkou Lu (rue Didongkou), École primaire Huaheng, Centre de recharge hydroélectrique de Nanning, Bureau de affaires civiles du district de Xixiangtang ; le D est de part et d'autre de la rue Hengyangxi Lu. cet accès comprend un ascenseur pour les personnes handicapées.
La station a deux étages au-dessous du sol et ses trois entrées sont au niveau du sol. Le premier sous-sol contient les divers commerces et postes de services, tandis que le quai central encadré par les deux voies se situe au second.

### Desserte
La desserte a lieu de 7h30 à 9h00 et de 17h30 à 19h30, le métro y passe aux 6 minutes et demie, tandis qu'il passe aux 7 minutes le reste de la journée. Les premiers et derniers passages en direction de Shibu sont à 6h47 et 23h02, tandis que ceux en direction de la gare de Nanning est sont à 6h37 et 22h5

### Intermodalité
La station est desservie par les autobus 8, 14, 52, 61, 62, 71, 72, 75, 204, 608 et 610.